# 究極進化したフルダイブRPGが現実よりもクソゲーだったら
『究極進化したフルダイブRPGが現実よりもクソゲーだったら』（きゅうきょくしんかしたフルダイブアールピージーがげんじつよりもクソゲーだったら）は、土日月による日本のライトノベル。イラストはよう太が担当。MF文庫J（KADOKAWA）より2020年8月から刊行されている。略称は「フルダイブ」、「フルダイブRPG」。
また、2018年1月に同著者による同名の作品（イラスト・白井鋭利）が1巻のみノベルゼロより刊行されており本作はこちらの設定を変更した改訂版となる。
メディアミックスとして、2021年1月27日発売の『月刊コミックアライブ』3月号から2022年1月27日発売の3月号まで、木野によるコミカライズが連載された。また2021年にテレビアニメが放送された。

## あらすじ
とある事情から陸上をやめフルダイブRPGにのめりこむ高校生・結城宏（ヒロ）は、如月 玲於奈に騙されフルダイブRPGソフト『極・クエスト（きわめ・クエスト）』を購入しプレイすることになる。しかし、それはリアルを極めすぎてクリア不可能で「めんどくさい」とされるいわゆるクソゲーだった。
ゲームを開始してすぐに事故で親友であるNPCのマーチンを殺してしまい「親友殺し」となってしまったヒロは、その妹である幼馴染のアリシアに命を狙われたり、異端審問官のミザリサに気に入られたり、数少ないリアルプレイヤーであり同じ「親友殺し」となったことのあるギンジに騙されるなど散々な目に遭い、何度も挫折しながらも、玲於奈の「極・クエストをクリアした人間と結婚したい」という言葉に踊らされ、唯一このゲームをクリアしたカムイの残した「オーベルダイン歴程」を頼りにゲームのクリアを目指す。

## 登場人物
声の項はテレビアニメ版の声優。

### 主要人物
結城 宏（ゆうき ひろし）
声 - 山下大輝、杉山里穂（幼いヒロ）
本作の主人公である冴えない高校生。プレイヤーネームとしては「ヒロ」。元々高校陸上界で期待されていた選手だったが、高校1年生の大会の際に起こったある出来事により、ゲームの世界にのめりこむようになる。
親友から趣味のゲームを馬鹿にされたり不良に金をせびられたりととことん運が悪く、最新作『ファイナライジングクエスト35』を買うつもりが、玲於奈から騙され10年前に発売された『極・クエスト』を買わされてしまいゲームを始める。
ゲーム開始時に事故でマーチンを殺害してしまい「親友殺し（ベストフレンド・キラー）」の称号を得てしまったことで『極・クエスト』の中でも特に面倒な展開に巻き込まれてしまい、ゲーム内でも不幸な目にあうことが多い。ゲームを進めるにつれて他人を気遣ったり諦めずに根気強く向き合うようになるが、根が他人に流されやすい上に目先に気を取られ後先考えず行動することが多いため重要な所で選択を誤ってピンチに陥っている。
カムイが見つけ出した数少ない「裏技」を発動できる存在。
如月 玲於奈（きさらぎ れおな）
声 - 竹達彩奈
本作のヒロインの一人。ゲームショップ如月にて店長を務めている長身で巨乳な銀髪の美人。見かけは美人だが、約束を簡単に破ったり、私情を他人にも押し付けたりと性格はかなり悪い。とある事情から『極・クエスト』をクリアした人物と結婚することを目的としているためゲームに精通した上で、ヒロを利用し攻略させようとする。
ゲーム内ではショップ店員特典で手に入れた妖精のアバターを使用してヒロをサポートする。通常のプレイヤーとは異なりNPCやモンスターには見えないが、触れることはできる。
高校時代は普通のプレイヤーとして『極・クエスト』をプレイしていたが「裏技」の発動ができず自らの限界を感じてクリアできそうな相手をサポートすることにしたという過去がある。
アリシア=フォン=ローターゼン
声 - ファイルーズあい
本作のヒロインの一人。ヒロとは『極・クエスト』内において幼馴染に当たるNPCで青い瞳をした金髪の美少女。マーチンと同様にヒロを大事に思うが、マーチンが死亡したことによりヒロを殺しあの世で3人で仲良く暮らそうと付け狙うようになる。カムイのヒントにより告白したヒロに本音を打ち明け、ヒロがマーチンの亡霊と和解した影響か彼のことを手助けしてくれるようになる。ヒロの軽率な行動によって敵になったり味方になったりを繰り返す存在。
幼馴染NPCの特徴としてすばやさが高く設定されており、普段からリンゴを剥いていたためナイフの扱いに長けている。幼馴染を仲間にするプレイヤーも多いため戦闘力は高く設定されている。通り名は「地獄の果物ナイフ使い（ヘルズ・フルーツスライサー）」。
ミザリサ
声 - 井澤詩織
本作のヒロインの一人。ヒロの『極・クエスト』におけるスタート地点であるテッドの町の異端審問官（インクイジーター）を勤める「ッス」が口癖の赤髪のツインテールをした美少女。異端審問と称して他人を拷問（四肢切断）することに喜びを感じる。異端審問官としての特殊訓練を受け、12年異端審問官を務めているため戦闘能力は高く、拷問の際に使用する巨大なノコギリを武器として使用し戦う。また高い嗅覚を誇る。
投獄されマーチンの亡霊に怯えていたヒロを連れ出し拷問しようとした際に漏らしたヒロのことを気に入り「いい漏らしっぷりの御方」と呼んで以降も「ヒロをお漏らしさせたい」と思い関わるようになる。
結城 楓（ゆうき かえで）
声 - 古賀葵
本作のヒロインの一人。現実世界における、宏の妹。現在はとある事件からあまり良くない兄妹仲。
昔は宏のことをクラスの友達に自慢するくらい彼のことを好んでいたが、一度の失敗で走ることを諦め逃げ出したため失望し現在のように冷たく接するようになる。
しかし、ヒロが本気で『極・クエスト』に向き合い現実世界でも努力するようになったことで少しずつ以前のような仲の良さを取り戻しつつある。
マーチン
声 - 石谷春貴、藤原夏海（幼いマーチン）
アリシアの兄であり、リンゴ農園で働くゲーム内におけるヒロの親友NPC。ヒロが初回ダイブした際に、不幸な出来事により口からナイフが刺さり死亡する。後に投獄されたヒロの前に幽霊として現れ、ケヌラの木の下で交わしたという「誓いの言葉」を思い出すまで付きまとうが、ケヌラの木の下で和解し「誓いの言葉」を聞くことで満足して成仏する。
以降はヒロがピンチの際に時折その姿を現し手助けしてくれるようになるが、ヒロが軽率な行動をとるごとに再び敵にもなりうる厄介な存在。
神居宗一郎（かむい そういちろう）
声 - 松岡禎丞
若手の都議会議員であり、過去に『極・クエスト』を唯一クリアした伝説の人物。プレイヤー名は「カムイ」称号は「永久無敵の冒険者（エターナル・インヴィンシブル）」。
高校の時に『極・クエスト』クリアした際に得た攻略情報を「オーベルダイン歴程」というものに纏めてネットにアップしており、ヒロの攻略の手立てとなっている。
数少ない「裏技」の存在を知っており発動できる人間で、それ以外でも作中に何度かカムイの姿として幻影が現れヒロを導く。

### 極・クエストのリアルプレイヤー
ギンジ
声 - 小西克幸
数少ない『極・クエスト』のリアルプレイヤー。
現実世界で柔道を行っており、ヒロ同様ゲーム開始時に親友「エンリケ」と幼馴染「マリー」を殺し『親友殺し』の称号を得た経験がある。親友殺しを自白したため13年の刑期を受けており、仮釈放中にヒロと出会い彼を助けるふりをして衛兵に引き渡す。その後にテスラによって解放されたヒロと殴り合い、玲於奈に騙され全財産を奪い取られる。
ゲーム内では10年以上ずっとカジノに入り浸り、現実世界でもバイトを連絡せずにサボるなどのろくでなしで、現在の称号は「ひとでなし（ノット・ヒューマン）」。他のプレイヤーやNPCには見えていないエンリケとマリーの亡霊が見えている。
エイミ
ミスティンの町に滞在している数少ない『極・クエスト』のリアルプレイヤー。茶髪のショートヘアでボーイッシュな雰囲気のする少女。リアルでは高校生であり薬学の勉強をしているためゲーム内でも薬草に詳しい。同じリアルプレイヤーであるショウゴを苦手としており、顔を合わさないようにしている。
元々は1つ上の彼氏がおり協力してミスティンの町まで進めたが、洞窟のトロル討伐クエストを前にして交通事故で彼氏が亡くなってしまい、以降トロルを倒せるリアルプレイヤーを待ち続けていた。
ヒロに出会いその強さからトロル討伐を願い出てパーティに参加するが、攻略のためにアドバイスする内容が次々裏目に出てしまいヒロをピンチに陥らせることになる。
ショウゴ
ミスティンの町に滞在している数少ない『極・クエスト』のリアルプレイヤー。短髪にあごヒゲを蓄えているオカマ言葉の男性。幼馴染NPCのヨーゼフを連れている。「裏技」の存在を知っているが発動はできない。
ミスティンの町に進めた数少ないプレイヤーであることを数少ない自慢と感じており、過疎化した今でも時折ログインしてはオークの森へと赴き愛人ならぬ愛オークのジョンソンとのプレイを楽しんでいる。

### 極・クエストのNPC
テスラ=ウォルフ=カーマイン
声 - 日野聡
『極・クエスト』内の最強NPCの一人。
元々の天賦の才に加え徹底的な訓練によりテッド最強の能力を誇る鳶色の髪をしたイケメン衛兵隊長。戦闘モードの際の動きから通称「雷鳴のテスラ」と呼ばれている。
衛兵隊の中でも高い立場である彼はテッドの町において絶対的な司法権限を持ち、その立場故に町王ガバンの屋敷に住んでいる。
ガバン
声 - 伊藤静
テッドの町の町王。名前に似合わず長い黒髪をした美女。
テッドの町を仕切っており、彼女の許可が無いと町を出入りすることができない。
アモス
声 - 興津和幸
訓練所の教官。態度がでかく強い相手にはへこつらう性格。
アニメ版では町内衛兵隊の一員であり、ヒロが親友殺しで捕まった際など出会う機会がかなり多くなっている。
ボブ
声 - 梶原岳人
ヒロの1か月先輩の衛兵。
キャシー
声 - 伊藤かな恵
ヒロの先輩であるポニーテールの女性衛兵。面倒見がよく、他の衛兵が見捨てたヒロの訓練を手伝ったり色々教えてくれ、仲間のように接してくれる。
アニメ版ではヒロがゴブリンから助けた少女を家に送った設定となっている。
グラナダ
声 - 鈴木崚汰
ヒロと同期の衛兵。短髪でガタイがよくアモスに勝つ猛者。弱いヒロをバカにし金をせびって来る。
その強さ故に態度はでかいが、祖父が作ってくれた革靴や、グリップに竜の紋章が入った大剣を大事にしている。
パル―
声 - 真木駿一
ヒロと同期の衛兵。グラナダの太鼓持ちのように付き従い、グラナダと共にヒロをバカにして金をせびる。
メリッサ
声 - 山根綺
『極・クエスト』のテッドの町にある道具屋「メリッサ商店」の店員。
美少女だがお金に汚い。煙玉を買いに来たヒロに煙玉を割増価格で売った上に指名料としてさらにお金を要求した。
チェルシー
笑顔商会ミスティン支店の受付兼債権強制執行者「悪夢の取り立て屋（ナイトメア・チェルシー）」。
黒いスーツに黒髪を結ったメガネの女性で知的な感じを漂わせるが、取り立て屋としての本性を発揮すると支払いができない相手の内臓を奪い取るまでどのような攻撃でも致命傷を与えられない無敵の怪物。

### 現実世界
斉藤貴文（さいとう たかふみ）
声 - 坂田将吾
ヒロのクラスメイトであり親友。
高校1年の時にヒロと同じ陸上部で出会い親友となる。現在も陸上部に所属しており、真面目なため、ゲームに没頭するヒロのことを心配している。
佐奈子の件でもヒロのことを心配して予め情報を集めたり会う際には谷城たちをボディガードとして頼んだ上で付き合うなど親友思い。
谷城（たにしろ）、三科（みしな）
声 - 鈴木崚汰（谷城）、真木駿一（三科）
ヒロに絡んでくる自称「親友」の不良。
短髪で長身のガタイのいい方が谷城で、茶髪にピアスをつけている方が三科。ヒロのことを財布代わりのように思っており、事あるごとに金を巻き上げていた。
現実世界で努力するようになったヒロを逆らわないように脅しにかかるが、努力するきっかけとなった内容を思い出し怒り狂ったヒロの姿に危機感を感じ、以降あまり関わらなくなる。しかし、根っからの悪人ではないのか佐奈子の件では斉藤に頼まれたとはいえ2人に同行している。
栄田佐奈子（えいだ さなこ）
ヒロに好意を抱いている隣町の女子高生。
黒い帽子を被り、右目がえぐれたフランス人形を持っている。帽子の下はおかっぱのような髪型で、ギョロリとした両目に顔の割に大きな口と不気味。性格もかなりのストーカー気質であるため、前に好かれた相手は不登校になったという噂がある。
斉藤や谷城、三科など一般的な人間にとっては不気味ではあるものの『極・クエスト』でおかしな女性や理不尽な出来事に慣れきっているヒロにとっては「一途で悪い子ではないので嫌いではない」くらいの感覚であり、「やりたいことが終わったら一緒に遊ぼう」と約束した。
安岡先生（やすおかせんせい）
声 - 櫻井トオル
陸上部の顧問でありヒロの進路担当教師。
ヒロの説得に本の内容をそのまま伝えたり、途中から内容を忘れたりと漫画に出てくるような典型的な脳筋教師。
マイク・マクラクラン
声 - 松田健一郎
オリンピック金メダリストで親日家であり、現在はスポーツライターとして活躍している。
高校1年の大会時に陸上の期待の星であるヒロと守口達也（もりぐち たつや）（声 - 浦和希）に目をつけており、トイレに行こうとしたヒロに声をかけた。大会中に公衆の面前で漏らしてしまったヒロを慰めに来た楓に対して冷たい態度をとった彼の姿を見て失望し、冷たい言葉を浴びせたことでヒロにとってのトラウマを植え付ける。

## 用語解説
極・クエスト
2055年頃に発売されたVRMMORPGで、某老舗メーカー「シュクエニ」が開発した超高速汎用人工知能「アールエヴォ」を使用し、究極進化されたシステムにより、五感を含めほぼ全ての内容において現実世界と同一の感覚を味わうことのできるヴァーチャルプロジェクション方式のゲーム。通称は「キワクエ」。リアリティさなどの理由からZZ指定となっている。
販売当初はそのリアリティさから話題となったものの、ほぼ無限大ともいえるフラグの乱雑さに加え、ゲームの進行はオートセーブでハードに書き込まれるためやり直しはできず、傷などの治療は現実世界同様の時間がかかる、レベルなどによる成長を排除した結果現実世界での身体能力を鍛えなければ全く強化されない、戦闘中やイベント進行中はログアウトできないなど非常に面倒な部分が目立つ上、ゲームオーバーになるとソフトとハードが故障するという「最低最悪のクソゲー」であるためにすぐに過疎化してしまった。
しかし、このゲームによって「ゲームはゲームらしくあるべき」という考えが広まり、過度な現実性を帯びたゲームは以降出なくなった。
現在ではあまりの酷さに「買い取ってもらうのに逆にお金を払わなければならない」と言われるほどの扱いを受けている。
称号
ゲームの進捗具合を示したもので、プレイヤーの所持するペンダントに刻まれる。
リアルを追求したためゲーム内のステータス確認はこれでしか行えず、数多くのフラグ分岐によりプレイヤーの行動によって多種多様な称号が用意されているが、他のゲームとは違い自ら選択することはできない。
称号によって能力が上がるなどの効果はなく、基本的にはその時の状況や経験を示すためにしか使われないコレクション要素だが、特定のイベント分岐に関するフラグになっているものもある。
親友殺し（ベストフレンド・キラー）
親友NPCを殺害した場合に得られる称号で、ヒロが最初に得たもの。キンジも同様の称号を得ている。
現実世界同様『極・クエスト』内で世間から酷い扱いを受けるだけでなく、「誓いの言葉」を伝えるまで本人にだけ見える殺害した親友の亡霊が付きまとうというペナルティがある。
異端審問にかけられたり、カムイの記載している「オーベルダイン歴程」によるとゴブリン襲来イベントのフラグの一つであるなど、特殊な分岐フラグの一つであるかのような示唆がされている。
ひとでなし(ノット・ヒューマン)
人として最低な行動をとったものに与えられる称号。
キンジのように親友と幼馴染を殺した場合にも与えられるが、手段を選ばない行動であれば人前で堂々とお漏らしするという程度のことでも付与されることがある。
永久無敵の冒険者（エターナル・インヴィンシブル）
裏技の極みへと至った者へ与えられる称号。
攻撃防御共に最強である裏技の最終段階を常時使用できるようになり、オーベルダイン列強が恐るほどの状態でゲームを進めることができるようになる。カムイ曰く「『極・クエスト』完全攻略最大の切り札」を手に入れた姿。
ただし、その称号を得るためには裏技を使える上で特定の条件を満たす必要があり、高い難易度を誇る。

オーベルダイン歴程
カムイが『極・クエスト』をクリアした際に攻略情報をまとめた数少ない攻略サイト。クリアした人間のみ行える「NEW GAME」でのやり直しによりほぼ全ての情報が網羅されており、本来ならば『極・クエスト』のシステム上、一つのハードではなかなか経験できないはずの特別な分岐まで攻略されている。
高い完成度でありながら、高校時代のカムイが記載したため読む人間が見るに堪えないような罵詈雑言が並べ立てられており、あまりの酷さに読み切った人間がいないことが彼の後に『極・クエスト』をクリアした人間がいない理由の一つとなっている。
裏技
カムイが見つけ出した現実を忠実に再現した『極・クエスト』で発動する特殊な力。一般的に言われる「ゾーン」に近いもの。
『極・クエスト』ではプレイヤーの能力値が感情によって大きく上昇するようになっており、それをコントロールすることで肉体の限界を超えた行動ができるようになる。その状態で集中を続けると本来ならば見えないほどの速度でものを見たり体を動かすことができるというもの。
実際に発動できたものは少なく、玲於奈の知る限りではカムイだけしかいなかったが、任意に使用できるようになることでゴブリンやオークなどの魔物が倒せるようになる。
オーベルダイン
『極・クエスト』の舞台となる世界。
一般的な中世ファンタジーと似通った舞台設定となっている。
テッドの町
ヒロがゲーム開始時点で降り立った町であり、『極・クエスト』プレイヤーのスタート地点。
アルフレイ大陸に存在し、周りを堀で囲んで外のゴブリンの侵入を防ぐようになっている。土地はかなり広大であるため他の町には頼らず自給自足が行える。
鎖国ならぬ鎖町（さちょう）しており、町人は全く町から外に出ることはできず、外の人間も町王ガバンの許可を得た商人などごく一部を除いて出入りを禁じている。町を出ようとした者は脱町（だっちょう）の罪を問われ、衛兵に捕まり厳しく裁かれることになる。
『極・クエスト』ではこの町から出ることが第一の目的となる。
ケヌラの木
『極・クエスト』におけるヒロの家の南側にある小高い丘の大樹。この木の下で誓いを交わした友達は一生結ばれるという伝説がある。
ゲーム内でヒロはマーチンと幼い頃にこの木の下で「誓いの言葉」を交わしているという設定となっており、その言葉を思い出すことが「親友殺し」を行ったことにより現れるマーチンの亡霊から解放される条件となっている。
誓いの言葉
「親友殺し」の称号を得た人間が殺害した親友の亡霊から解放されるために必要な言葉。
ゲーム開始時点からNPCとの間で交わしていると設定されており、ヒロもギンジも内容を知らなかったがヒロの場合は特殊なイベントを発生させることで内容を確認することができた。
フローラ城
『極・クエスト』における最初の目的地。
ミスティンの町
テッドの町を抜けたプレイヤーがゴブリン溢れる草原とオークの森を通り抜け、次に辿り着く町。
周囲を石垣で囲まれており鉄製の堅固な門でオークの侵入を防いでいる。旅人は門できちんとした検問を行うことで町に入ることが可能。
テッドの町に比べ都会的な街並みだがシュタリア国の管轄であるため税金が高く、その影響からか物価もかなり高い。
VR・NX
最新型のヘッドギアタイプVRマシン。価格は約10万円。
ほぼ全てのVRゲームに対して互換性があり、DL版以外の古い物理媒体ソフトでも問題なく挿入して起動可能。
ヴァーチャルプロジェクション方式
ハードからプレイヤーの情報を読み取りVR電脳世界に転送するシステム。
『極・クエスト』ではこの方式を利用することでプレイヤーネームや外見だけでなく、筋肉、骨格、神経系統までスキャンすることで当人の身体能力をほぼ忠実に再現しており「リアルの身体能力がそのままゲームに投影される」ようになっている。

### 極・クエストの魔物
ゴブリン
テッドの町の外に存在しているゲーム内における最初の魔物。他のゲームにおけるゴブリンとは異なり、人の目では追えない速度で移動し、その一撃でほとんどの人間が一瞬で命を失うほどの凶悪さはまさにモンスターであり人知を超えた存在。
あまりの強さに基本的には極・クエストをプレイした人間は序盤で極力関わらないまま次の城や町に向かうようにしており、玲於奈の知る限りでは倒したことがあるプレイヤーはカムイとSHOW・HEY（しょうへい）の2人だけ。極めて稀な条件と可能性が揃った際には襲撃イベントが発生しテッドの町を襲ってくることがある。
片目（ワンアイ）
ゴブリンの王。
他のゴブリンに比べ一回り大きな体格をしており獅子を彷彿させる獰猛な顔の左目はテスラによる刀傷で塞がれている。手には棍棒ではなく鋼の剣を持ち鉄の胸当てを装備する。大きな体格の割に素早さは他のゴブリンよりも素早く、高い攻撃力も持ち合わせる。
テッドの町付近で人狩りをしているゴブリンとしてガバンが特例的にテスラを派遣したが目を傷つけるだけで精一杯だったとされ、最強のNPCであるテスラと「地獄の果物ナイフ使い」が発動しているアリシア2人を相手にしても同等とされるほどの能力を発揮した。

オーク
ミスティンの町周辺に存在している魔物で主にオークの森に滞在している。
一般的なゲーム同様豚のような見かけの魔物だがゴブリン以上の強さであるため並の人間では一瞬で命を失うほどの力を持っている。ゴブリンに比べると素早さは遅いが攻撃力と防御力がかなり高く、『地獄の果物ナイフ使い』が発動しているアリシアの攻撃でも耐えきれるほど。また、知能も高く罠をしかけたり倒したり捕らえたプレイヤーやNPCにえげつないことをする。
その強さの分、オークの死体から取られる骨や肉といった素材は価値があり、町で1匹につき約5万Gで取引されている。
オークベイビー
子豚のようなオークの赤ん坊。
希少であるためオークの倍である10万Gで取引される。

トロル
ミスティンの街西北の洞窟に住み着く魔物。
4メートルを超えるであろう山のような巨体であり、人の頭部など丸呑みにできそうな耳まで裂けた大きな口や人の胴体ほどの太さの四肢で巨大な棍棒を振り回す。
オークの上位系ともいえるだけあり、さらに攻撃力や防御力が高く、それだけに素材はオークの何倍もの値段で取引されている。
悪魔
特別なクエストを受注した場合にのみ遭遇する特殊なモンスター。
『極・クエスト』運営が仕組んだ存在であり、販売者特典のキャラクターを見ることができるだけでなく、接触したプレイヤーがいる国の情報やプレイヤー固有の情報を組み合わせ、架空の自分の環境を作り上げてプレイヤーを撹乱し様々な手法でゲームを辞めさせようとしてくる。
正体を看破すると真の姿を現し、黒い翼を生やした悪魔の姿に変身。自身の命中率と敵からの回避能力を高める「第三の目（サードアイ）」と、3分間周囲の空間に痺れや吐き気、目眩などの効果をばら撒き行動不能にする「短期間煉獄逗留（インスタント・バガトリー）」、高い防御力を誇る黒い翼や高い攻撃力を誇る爪によりプレイヤーを苦しめる。

## 書誌情報

### 小説
- 土日月（著）・よう太（イラスト） 『究極進化したフルダイブRPGが現実よりもクソゲーだったら』 KADOKAWA〈MF文庫J〉、既刊4巻（2021年7月21日現在）
  1. 2020年8月25日発売[14]、ISBN 978-4-04-064807-1
  2. 2020年12月25日発売[15]、ISBN 978-4-04-064808-8
  3. 2021年4月24日発売[16]、ISBN 978-4-04-064809-5
  4. 2021年7月21日発売[17]、ISBN 978-4-04-680609-3
- 土日月（著）・白井鋭利（イラスト） 『もしも高度に発達したフルダイブRPGが現実よりもクソゲーだったら』 KADOKAWA〈NOVEL 0〉、2018年1月15日発売[18]、ISBN 978-4-04-256066-1
  - 主人公を社会人設定で書き直した版。

### 漫画
- 木野（漫画）・土日月（原作）・よう太（キャラクターデザイン） 『究極進化したフルダイブRPGが現実よりもクソゲーだったら』 KADOKAWA〈MFコミックス アライブシリーズ〉、全2巻
  1. 2021年5月21日発売[19]、ISBN 978-4-04-680594-2
  2. 2022年1月21日発売[20]、ISBN 978-4-04-680941-4

## テレビアニメ
2020年12月にテレビアニメ化が発表され、2021年4月から6月までAT-Xほかにて放送された。原作1 - 2巻の内容が描かれた。

### スタッフ
- 原作 - 土日月[22]
- キャラクター原案 - よう太[22]
- 監督 - 三浦和也[22]
- シリーズ構成・脚本 - 猪原健太[22]
- キャラクターデザイン - 監物ケビン雄太[22]
- サブキャラクターデザイン・美術設定 - 鈴木政彦[22]
- プロップデザイン - 新谷真昼[22]
- 色彩設計 - 相原彩子[22]
- 撮影監督 - 松向寿[22]
- 編集 - 小口理菜[22]
- 音響監督 - 郷文裕貴[22]
- 音響効果 - 出雲範子[22]
- 音響制作 - ビットグルーヴプロモーション[22]
- 音楽 - 中西亮輔[22]
- 音楽プロデューサー - 若林豪
- 音楽制作 - KADOKAWA[22]
- プロデューサー - 菊島憲文、徳村憲一、有水宗治郎、礒谷徳知、福井詔雄
- アニメーションプロデューサー - 安藤圭一
- アニメーション制作 - ENGI[22]
- 製作 - 究極進化した製作委員会

### 主題歌
「ANSWER」
前島麻由によるオープニングテーマ。作詞はAIJ、作曲・編曲はANCHOR。
「キスイダ！」
如月玲於奈（竹達彩奈）、アリシア（ファイルーズあい）、ミザリサ（井澤詩織）、結城楓（古賀葵）によるエンディングテーマ。作詞は烏屋茶房、編曲は橘亮祐と篠崎あやと。作曲は三者の共作による。

### 各話リスト
| 話数 | サブタイトル         | 絵コンテ     | 演出         | 作画監督                                                                                           | 総作画監督                     | 初放送日      |
| ---- | -------------------- | ------------ | ------------ | -------------------------------------------------------------------------------------------------- | ------------------------------ | ------------- |
| #01  | VR×リアル            | 三浦和也     | 福元しんいち | 宇井川真明 増井良紀 亀山千夏 能海知佳                                                              | 森前和也 監物ケビン雄太        | 2021年 4月7日 |
| #02  | 過疎ゲーの住人       | Royden B     | 木村佳嗣     | 阿部由佳 柄谷綾子 滝川和男 花輪美幸 藤田正幸 森悦史                                                | 森前和也 監物ケビン雄太        | 4月14日       |
| #03  | 大人のイベントタイム | 前園文夫     | 前園文夫     | 山村俊了 木下由美子 松井誠 手島勇人                                                                | 森前和也 監物ケビン雄太        | 4月21日       |
| #04  | ただ一人の攻略者     | 吉田英俊     | 安藤貴史     | 藤田正幸 森悦史 飯飼一幸 中島美子 沼田宏 柄谷綾子                                                  | 森前和也 輿石暁 監物ケビン雄太 | 4月28日       |
| #05  | 殺人鬼の苦悩         | 増田敏彦     | 佐々木達也   | Min Hyun Sook Jeon Jong Min Kim Suho Bae Geunyoung Hwang Mijeong                                   | 森前和也                       | 5月5日        |
| #06  | ナイフとノコギリ     | 伊藤史夫     | 伊藤史夫     | 飯飼一幸 和田伸一 藤田正幸 花輪美幸 柄谷綾子 阿部由佳                                              | 森前和也                       | 5月12日       |
| #07  | 生存確率0.1%         | 増田敏彦     | 金澤由季     | Kim Suho Song Jinyeong 松井誠                                                                      | 森前和也                       | 5月19日       |
| #08  | 入隊と洗礼           | Royden B     | 木村佳嗣     | 森悦史 花輪美幸 藤田正幸 飯飼一幸 柄谷綾子                                                         | 森前和也                       | 5月26日       |
| #09  | 妖精の力             | おおぐろてん | 村田尚樹     | Jeon Jong Min Kang Dong Ha Lee Seong Hee Choi Kyung Seok                                           | 森前和也                       | 6月2日        |
| #10  | 新たな仲間           | 吉田英俊     | 森田侑希     | 片岡恵美子 藤田正幸 太田彬彦 滝川和男 花輪美幸 沼田広                                              | 森前和也 監物ケビン雄太 輿石暁 | 6月9日        |
| #11  | 行き止まりの町       | 釘宮洋       | 伊藤史夫     | Kim Suho Song Jinyeong 松井誠 鯉川慎平                                                             | 森前和也                       | 6月16日       |
| #12  | リアル×VR            | Royden B     | 木村佳嗣     | 松井誠 鯉川慎平 南原孝衣子 手島勇人 藤田正幸 森悦史 阿部由佳 柄谷綾子 片岡恵美子 臼田美夫 太田彬彦 | 森前和也 輿石暁 監物ケビン雄太 | 6月23日       |

### 放送局
| 放送期間                | 放送時間                     | 放送局     | 対象地域 | 備考                                                                                       |
| ----------------------- | ---------------------------- | ---------- | -------- | ------------------------------------------------------------------------------------------ |
| 2021年4月7日 - 6月23日  | 水曜 22:30 - 23:00           | AT-X       | 日本全域 | 製作参加 / CS放送 / 字幕放送 / リピート放送あり キャストオーディオコメンタリー付き版も放送 |
|                         | 水曜 23:30 - 木曜 0:00       | TOKYO MX   | 東京都   |                                                                                            |
| 2021年4月8日 - 6月24日  | 木曜 1:00 - 1:30（水曜深夜） | BS11       | 日本全域 | BS放送 / 『ANIME+』枠                                                                      |
| 2021年4月9日 - 6月25日  | 金曜 1:00 - 1:30（木曜深夜） | サンテレビ | 兵庫県   |                                                                                            |
| 2021年4月10日 - 6月26日 | 土曜 1:00 - 1:30（金曜深夜） | KBS京都    | 京都府   |                                                                                            |

| 配信開始日                                                         | 配信時間            | 配信サイト |
| ------------------------------------------------------------------ | ------------------- | --- |
| 2021年4月7日                                                       | 水曜 23:00 更新     | dアニメストア |
| 2021年4月14日                                                      | 水曜 23:00以降 更新 | ABEMA niconico GYAO! ひかりTV FOD Netflix バンダイチャンネル Hulu J:COMオンデマンド TELASA アニメ放題 U-NEXT Amazon Prime Video Rakuten TV DMM.com ビデオマーケット クランクイン！ビデオ HAPPY!動画 ムービーフルplus |
| 一部配信サービスでは、キャストオーディオコメンタリー付き版を配信。 |                     | |

### BD / DVD
| 巻 | 発売日        | 収録話         | 規格品番   | 規格品番   |
| 巻 | 発売日        | 収録話         | BD         | DVD        |
| -- | ------------- | -------------- | ---------- | ---------- |
| 1  | 2021年6月30日 | 第1話 - 第4話  | ZMXZ-14841 | ZMBZ-14851 |
| 2  | 2021年7月28日 | 第5話 - 第8話  | ZMXZ-14842 | ZMBZ-14852 |
| 3  | 2021年8月25日 | 第9話 - 第12話 | ZMXZ-14843 | ZMBZ-14853 |

### Webラジオ
如月玲於奈役の竹達彩奈によるWebラジオ『究極進化したフルダイブRPGが現実よりもクソゲーだったら 極・ラジオ』が、2021年4月13日から7月6日まで音泉にて隔週火曜に配信。全7回。

#### ゲスト
- 第1・7回（4月13日・7月6日） 山下大輝
- 第2回（4月27日） 古賀葵
- 第3回（5月11日） 井澤詩織
- 第4回（5月25日） 石谷春貴
- 第5回（6月8日） 前島麻由
- 第6回（6月22日） ファイルーズあい